# Louis Conne
Pour les articles homonymes, voir Conne.
Louis Conne, né à Zurich le 2 décembre 1905 où il est mort le 6 juin 2004, est un sculpteur suisse.

## Biographie

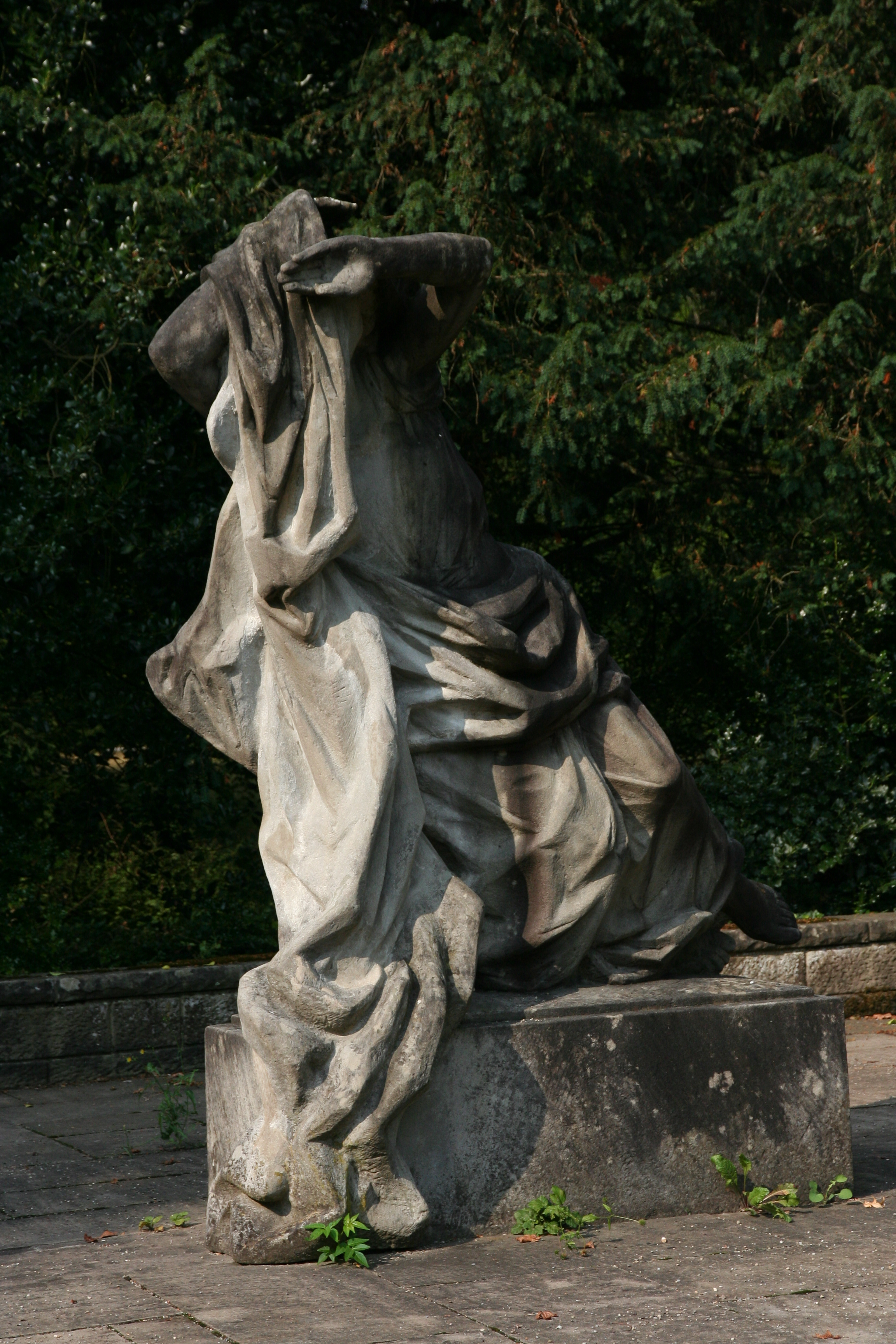
Sculpture Erwachende par Louis Conne.

Membre d'Abstraction-Création, il travaille à l'Académie de la Grande Chaumière à Paris avec Antoine Bourdelle et enseigne de 1946 à 1971, à la Haute École d'art de Zurich. 
Membre du Salon d'automne, il y expose en 1928 une Tête en plâtre et expose aussi au Salon des Indépendants.
Il est inhumé au cimetière de Fluntern.